# Galathea tanegashimae
Galathea tanegashimae is een tienpotigensoort uit de familie van de Galatheidae. De wetenschappelijke naam van de soort is voor het eerst geldig gepubliceerd in 1969 door Baba.